# Соціал-демократична партія (Румунія)
Соціал-демократична партія (рум. Partidul Social Democrat) — лівоцентристська політична партія в Румунії.

## Історія
Партія заснована в січні 2001 року шляхом злиття Партії соціальної демократії в Румунії (рум. Partidul Democraţiei Sociale in România) та Румунської соціал-демократичної партії (рум. Partidul Social Democrat Român) — учасників керівного блоку Соціал-демократичний полюс Румунії.
2004 року лідер партії і прем'єр-міністр Адріан Нестасе брав участь у президентських виборах, але поступився у другому турі Траяну Бесеску. З квітня 2005 року партію очолював Мірча Джоане, що висувався в президенти 2009 року, але програв у другому турі чинному президентові Траяну Бесеску.
На виборах СДП виступає в союзі з Консервативною партією. До 2004 року була керівною (Адріан Нестасе був прем'єр-міністром з 28 грудня 2000 року до 21 грудня 2004), за підсумками виборів 2008 року ввійшла до керівної коаліції, але на правах молодшого партнера. Нині[коли?] партія представлена 103 мандатами в нижній палаті румунського парламенту і 47 місцями в сенаті. Також партія в союзі з консерваторами представлена 11 депутатами в Європарламенті з 33 місць, відведених для Румунії.
На виборах 2012 року Соціал-демократична партія виступала у складі Соціал-ліберального союзу — альянсу Соціал-демократичної партії Румунії, Національної ліберальної партії, Консервативної партії і деяких дрібних партій.